# Kavieng
Kavieng es la capital de la isla y provincia de Nueva Irlanda, en Papúa Nueva Guinea. Está ubicada en la bahía de Balgai, en el norte de la isla. Posee un aeropuerto (IATA:KVG) que conecta a esta localidad con Port Moresby.
Al finalizar la Segunda Guerra Mundial fue escenario bélico de combates entre japoneses y aliados.